# Maji Maji FC
Maji Maji Football Club w skrócie Maji Maji FC – tanzański klub piłkarski grający w trzeciej, a niegdys w tanzańskiej pierwszej lidze, mający siedzibę w mieście Songea.

## Sukcesy
- I liga[1]:
  - mistrzostwo (3): 1985, 1986, 1998.

## Występy w afrykańskich pucharach
| Sezon | Rozgrywki       | Runda   | Kraj       | Klub             | Dom | Wyjazd  | Dwumecz |
| ----- | --------------- | ------- | ---------- | ---------------- | --- | ------- | ------- |
| 1986  | Puchar Mistrzów | wstępna | Lesotho    | Lioli FC         | 4–0 | 3–2     | 7–2     |
| 1986  | Puchar Mistrzów | 1       | Zimbabwe   | Dynamos FC       | –   | 1–5     | 1–5     |
| 1987  | Puchar Mistrzów | wstępna | Madagaskar | BTM Antananarivo | 2–1 | 1–1     | 3–2     |
| 1987  | Puchar Mistrzów | 1       | Kenia      | AFC Leopards     | 0–1 | 0–1     | 0–2     |
| 1999  | Puchar Mistrzów | 1       | Egipt      | Al-Ahly Kair     | 0–3 | 0–2 0–5 |         |

## Stadion
Domowe mecze klub rozgrywa na stadionie o nazwie Majimaji Stadium w Songei. Stadion może pomieścić 10000 widzów.

## Reprezentanci kraju grający w klubie od 2000 roku
Stan na styczeń 2023.
| - Kelvin Haule - Lucas Kikoti - Steven Mapunda - Stamili Mbonde - Fred Mbuna - Yusuph Mgwao - Abdulhalim Homoud Mohammed - Said Mohamed - George Mpole | - Danny Mrwanda - Ulimboka Mwankingwe - Ditram Nchimbi - Suleiman Selembe - Tariq Simba - Emmanuel Simwanza - Godfrey Taita - Jerson Tegete |